# Альфред Рамбо

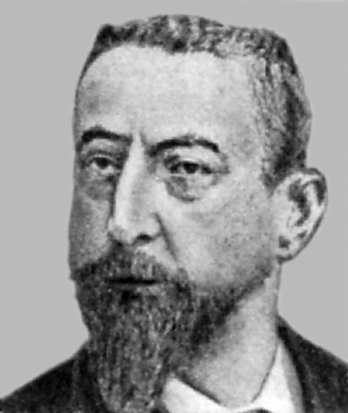
Альфред Рамбо

Рамбо Альфред (фр. Alfred Rambaud, 1842–1905), французький історик і політик, автор праць з історії франц.-рос. взаємин. Брав участь у 3 Археологічному з'їзді в Києві (1874) і надрукував у «Revue des Deux Mondes» ст. про цей з'їад (1874), а також «Україна і її іст. пісні» (1875). У кн. «La Russie épique» (1876) опублікував 10 переспівів з українських народних дум. Зокрема, описав діяльність українських кобзарів.